# Mártires de Cardeña
Los mártires de Cardeña fueron doscientos monjes benedictinos del Monasterio de San Pedro de Cardeña (actual provincia de Burgos, España), asesinados en fecha incierta en los siglo IX o X por las tropas musulmanas omeyas de Al-Ándalus durante la guerra de Reconquista.

## La tradición

La península a comienzos del.

Según la tradición aceptada en Cardeña, en una expedición militar organizada en el año 872 por el Emirato de Córdoba contra el Reino de León, las tropas musulmanas llegaron hasta el monasterio de Cardeña, que ya por entonces habría sido fundado, y conminaron a los monjes benedictinos del cenobio a renunciar a su fe cristiana y a abrazar el islamismo.
Ante la negativa de éstos, los árabes pasaron a cuchillo al abad Esteban y a sus doscientos monjes, y destruyeron el monasterio. Se cree que en esta misma ocasión las monjas del cercano Monasterio de San Salvador, conociendo que los árabes se encaminaban en su dirección, se cortaron la nariz «para ser antes incendio de furiosa cólera que desahogo de torpe concupiscencia».
Los mártires de Cardeña fueron sepultados en el claustro del monasterio, en el mismo lugar en el que fueron asesinados. Durante años, todos los aniversarios, el suelo de este claustro se empapaba milagrosamente de sangre, según expresa un privilegio otorgado por el rey Enrique IV en 1473, hasta que el prodigio cesó a finales del siglo XV, coincidiendo con la expulsión de los árabes de la península ibérica.

## La controversia histórica
Aunque la mayoría de los historiadores que se ocuparon de este episodio no dudó de su autenticidad, su cronología y las circunstancias de su desarrollo se cuentan de diversas formas. El hecho no se menciona en la Crónica de Sampiro, ni en la Albeldense ni en la Silense, atribuida esta última a un monje del cercano Monasterio de Santo Domingo de Silos,
ni en el libro becerro de Cardeña que agrupa las escrituras entre los años 889 al 1085, ni en los anales compostelanos, complutenses o toledanos, ni en el Chronicon Burgense, en el que en cambio sí se menciona el martirio de San Pelayo en Córdoba, ni tampoco en el Chronicon mundi de Lucas de Tuy ni en el De rebus Hispaniae de Rodrigo Jiménez de Rada de mediados del siglo XIII.

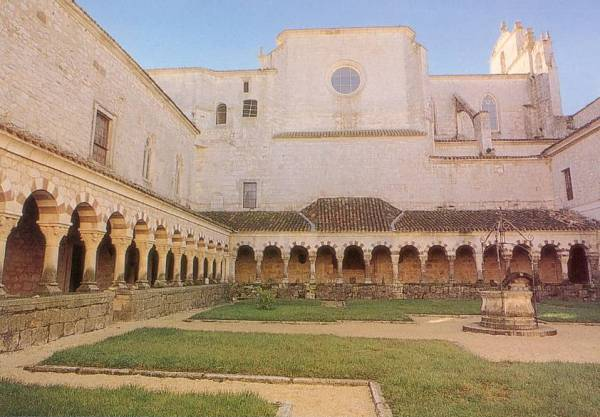
Claustro de los mártires, en el monasterio de Cardeña.

La primera mención del martirio proviene de dos pruebas documentales, ambas del siglo XIII: la primera es una inscripción epigráfica en caracteres góticos existente en el claustro del monasterio:

ERA  DCCC  LXX  II  IIII  F  VIII
ID  AG  ADLISA  EST  KARADIGNA
ET  INTERFECTI SVNT  IBI  P  RE
GE  ZEPHAM  CC  MONACHI  DE
GREGE  DNI  IN DIE  SS
MRM  IVSTI  ET  PASTORIS
En el año 872 de la Era, cuarta feria, a 8
 de los idus de agosto, fue destruida Cardeña
y muertos allí por el rey
Zepha doscientos monjes del
rebaño del Señor, en el día de los santos
mártires Justo y Pastor.

La lápida en cuestión contiene varios errores cronológicos: en el año 872 de la era hispánica, que corresponde al 834 de la era cristiana, el 6 de agosto no cayó en miércoles (cuarta feria), sino en jueves;
en esa misma fecha no hay constancia de que el monasterio hubiera sido fundado, y además está comprobado que ese año no hubo en Castilla ninguna expedición militar árabe al norte de Toledo. Adicionalmente, la inscripción menciona como rey a un tal Zepha del que no hay constancia en ningún otro documento; se supone que el grabador tomó de alguna otra fuente el arabismo zepha, usado para designar el operativo militar, como el nombre del líder. Algún autor moderno calificó la inscripción como falsa sin dar más razones. Cabe destacar que el episodio sí aparece en el Cronicón de Cardeña, aunque se da por hecho que el escritor del mismo tomó la información de la lápida existente en el monasterio.
La segunda prueba de la veracidad de los hechos la trae la Crónica general de España salida del scriptorium de Alfonso X de Castilla, que data los hechos cien años más tarde, y no concuerda en el número de mártires con la lápida, lo que hace suponer que su autor desconocía la existencia de ésta:

«Al tiempo deste conde García Fernández, seyendo él fuera de la tierra en demanda de aquella su muger, ayuntosse grant poder de moros, et entraron por Castiella, et corrieron Burgos et toda la tierra, et robaron et astragaron quanto fallaron. Et de aquella vegada fue astragado el monesterio de Sant Pedro de Cardeña et mataron y trezientos monges en un día; et yazen todos soterrados en la claustra, et faz Dios por ellos muchos miraglos».
Crónica general de España.

A partir de tan escasas e inexactas informaciones, los historiadores modernos hicieron diversas conjeturas para acomodar las fechas a la realidad, sugiriendo que la lápida debía tomarse literalmente, que la era hispánica mencionada debía tomarse por era cristiana, que faltaba una C en la inscripción o que todas las anteriores teorías estaban equivocadas, proponiendo así varias fechas en los años 834, 872, 934 o 953, conjeturando que había habido dos masacres similares ocurridas en fechas distintas o calificando todo el episodio como «una leyenda piadosa de ningún valor ante la Historia».

## Canonización
Los trámites para la canonización de los mártires de Cardeña comenzaron a mediados del siglo XV, cuando el abad Pedro del Burgo, con el beneplácito del rey Juan II y la información elaborada por el obispo Alonso de Cartagena, viajó a Roma a tal efecto, aunque el asunto quedó relegado por causas que se desconocen. Cien años más tarde fue el embajador Diego Hurtado de Mendoza quien condujo las gestiones necesarias ante la Santa Sede, incluyendo en ellas el intento de canonización del El Cid, que tanta relación había tenido en vida con Cardeña, pero el asunto quedó nuevamente estancado cuando Hurtado hubo de abandonar precipitadamente Italia durante la guerra de 1551-1559, perdiendo los documentos manuscritos sacados del archivo del monasterio.
En 1586 se reanudaron las gestiones ante la corte papal de Sixto V; en tiempos del abad Hernando Correa y el arzobispo Cristóbal Vela, con el patrocinio de Felipe II, que obraba en Roma por mediación de su embajador Enrique de Guzmán, los procuradores de la Orden de San Benito fray Vidal de Olano y fray Juan de Pedrosa presentaron en 1590 la información requerida ante la Sagrada Congregación de Ritos compuesta por los cardenales Gesualdo, Paleotti, Monreal, Sfondrati, Colonna y Borromeo, pero pasarían todavía doce años y cuatro papas hasta que en 1603, ya en la época del rey Felipe III, el arzobispo Antonio Zapata y el abad Gaspar de Medina, se publicó el breve por el que el papa Clemente VIII autorizaba la inclusión de los monjes de Cardeña en el martirologio romano.